# Sancerre (gemeente)
Sancerre is een gemeente in het Franse departement Cher (regio Centre-Val de Loire) en telt 1831 inwoners (2004). De plaats maakt deel uit van het arrondissement Bourges. Sancerre is lid van Les Plus Beaux Villages de France. De gemeente telde 1.328 inwoners op 1 januari 2022.

## Geografie
De oppervlakte van Sancerre bedroeg op 1 januari 2022 16,27 vierkante kilometer; de bevolkingsdichtheid was toen 81,6 inwoners per km².
De onderstaande kaart toont de ligging van Sancerre met de belangrijkste infrastructuur en aangrenzende gemeenten.

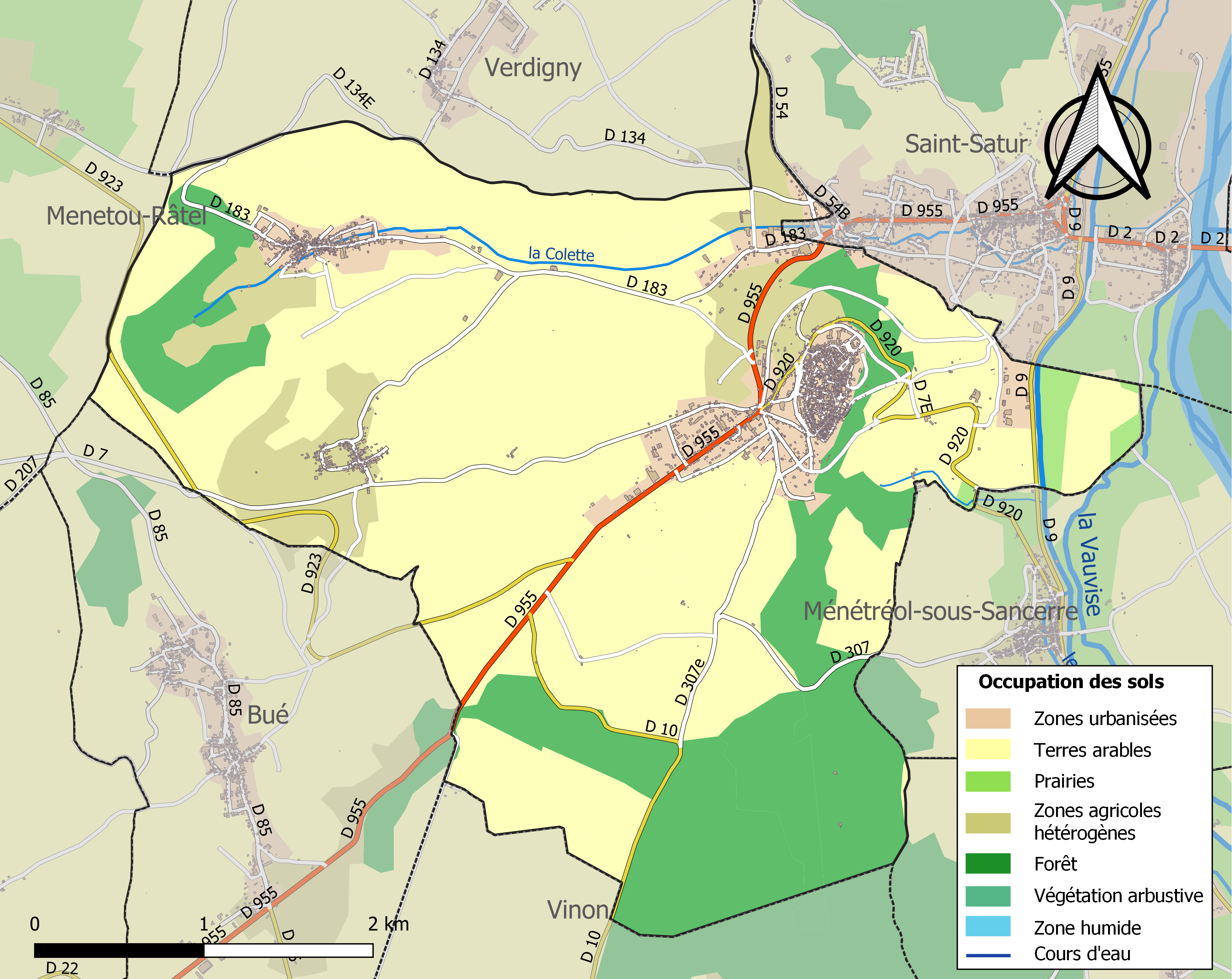

## Demografie
Onderstaande figuur toont het verloop van het inwonertal (bron: INSEE-tellingen).